# St. Jacobi (Bramstedt)

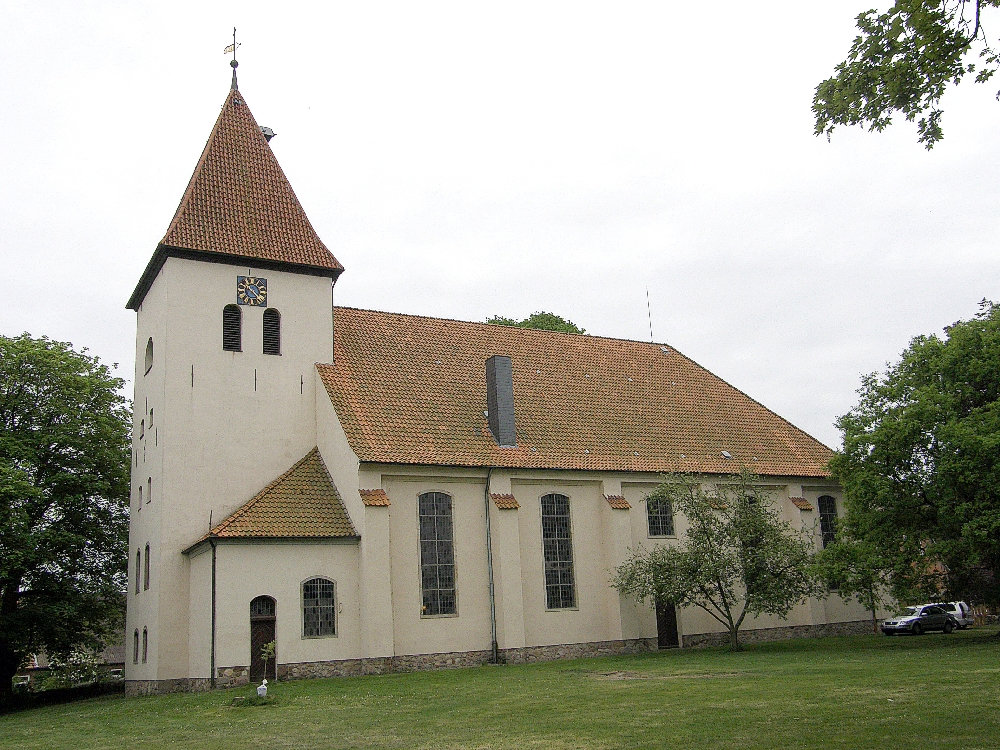
St. Jacobi

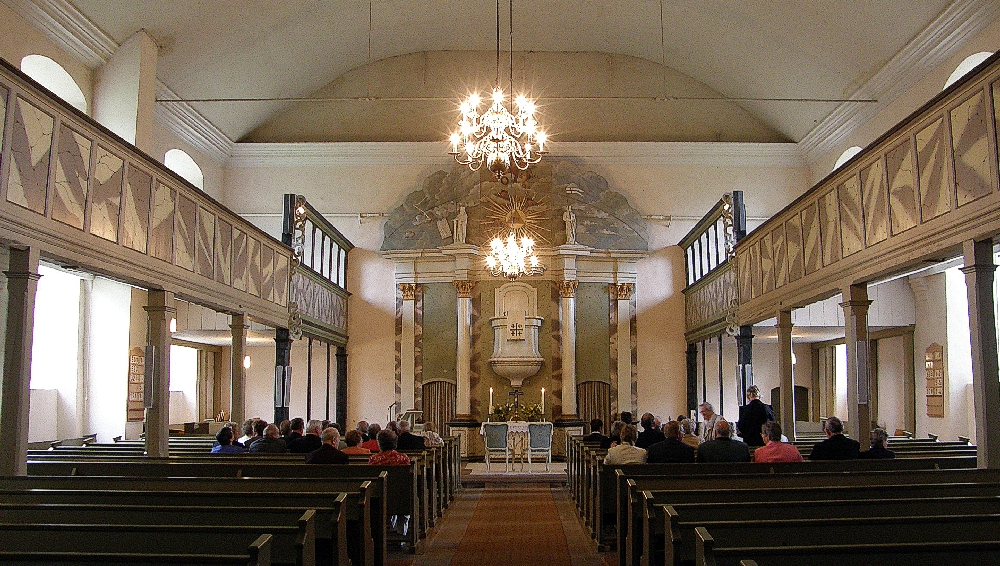
Innenansicht

Die evangelisch-lutherische denkmalgeschützte Kirche St. Jacobi steht in Bramstedt, einer Ortschaft in der Einheitsgemeinde Hagen im Bremischen im Landkreis Cuxhaven von Niedersachsen. Die Kirchengemeinde gehört zum Kirchenkreis Wesermünde im Sprengel Stade der Evangelisch-Lutherischen Landeskirche Hannovers.

## Beschreibung
Der älteste urkundliche Nachweis einer Kirche datiert auf das Jahr 1072, als Erzbischof Adalbert von Bremen die Obödienz (kirchliches Sondervermögen) Bramstedt einem Mitglied des Domkapitels Bremen zur Verwaltung übertrug. Der mittelalterliche Kirchenbau wurde 1750 abgerissen und durch einen Neubau ersetzt. Der Kirchturm im Osten aus dem 16. Jahrhundert wurde stehen gelassen. Am 14. April 1779 zerstörte ein Brand die Kirche. Bis 1781 wurde sie unter Nutzung des erhaltenen Außenmauerwerks als fünfachsige rechteckige Saalkirche aus verputzten Backsteinen wiedererrichtet. Das Kirchenschiff, dessen Wände durch Strebepfeiler abgestützt werden, ist mit einem im Westen abgewalmten Satteldach bedeckt. Auf dem Kirchturm sitzt ein Pyramidendach, unter dem die Schlagglocke hängt. Im obersten Geschoss des Turms hängen zwei Glocken; die ältere wurde 1780 gegossen, die jüngere 1946 von der Turmuhrenfabrik und Glockengießerei J. F. Weule, von der auch die Turmuhr aus dem Jahr 1886 stammt. Die Sakristei wurde in der Ecke zwischen Turm und Kirchenschiff angebaut.
Der Innenraum ist mit einem hölzernen, segmentbogigen Tonnengewölbe überspannt. Hölzerne Emporen befinden sich an der Nord-, Süd- und Westseite. Bei einer umfassenden Renovierung 1979/82 wurde der Innenraum rekonstruiert. Die zuvor erheblich veränderten Emporen wurden wiederhergestellt. Die ursprüngliche Ausmalung wurde freigelegt. Zur Kirchenausstattung gehört ein Kanzelaltar, der mit Pilastern und Säulen gegliedert ist. Sein Altarretabel zeigt in der Mitte das Auge der Vorsehung. Seitlich stehen die Statuen von Antonius dem Großen und Simon Petrus.
1920 wurde hinter dem Prospekt einer barocken Orgel ein neues Werk errichtet. Sie wurde 1971 ersetzt und 1990 von den Gebrüdern Hillebrand auf 16 Register, zwei Manuale und Pedal erweitert.